# Видалба
Вида̀лба (на италиански и на сардински: Viddalba, на местен диалект Vidda 'ecchja, Вида 'екя) е село и община в Южна Италия, провинция Сасари, автономен регион и остров Сардиния. Разположено е на 22 m надморска височина. Населението на общината е 1708 души (към 2010 г.).